# Bloedbad van Hebron (1929)

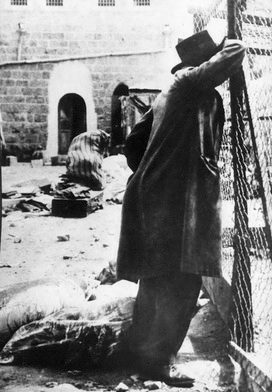
Joodse inwoner van Hebron na het bloedbad.

Het Bloedbad van Hebron was een bloedbad aangericht door Arabische inwoners van Hebron onder de joodse bevolking van de stad in het toenmalige Britse mandaatgebied Palestina op 23 en 24 augustus 1929. Hierbij werden 67 joden gedood, 55 Ashkenazische joden en 12 Sefardische joden en raakten ruim 50 mensen gewond.

## Voorgeschiedenis
Hebron kende vele eeuwen lang een relatief kleine gemeenschap van Arabisch sprekende Sefardische joden, die in doorgaans vreedzame omstandigheden leefden met de Arabische bevolking in Palestina. Tijdens de periode van het Ottomaanse Rijk concentreerde het joodse leven in Palestina zich in de steden Jeruzalem, Hebron, Safed en Tiberias, die in de joodse traditie bekendstonden als de Vier heilige steden.
Na de opkomst van het zionisme immigreerden vanaf halverwege de negentiende eeuw in toenemende mate joden vanuit Europa naar Palestina. In 1925 openden deze Asjkenazische joden in Hebron een religieuze Jesjiva. De jesjiva-studenten leefden gescheiden van zowel de Sefardische joodse gemeenschap als van de Arabische bevolking, wat bij hen aanleiding gaf tot achterdocht en haat ten opzichte van deze immigranten.

## Aanleiding
Eind september 1928 ontstonden in Jeruzalem spanningen, gevolgd door incidenten, over de toegang tot de Klaagmuur nadat de Britse commissaris van het District Jeruzalem zijn mannen een scherm op de stoep vóór de Klaagmuur had laten verwijderen, dat joodse mannen en vrouwen die daar kwamen bidden moest scheiden. Zijn actie maakte de Joden woedend en de Moslims (toch al in verhoogde staat van paraatheid door de toenemende zionistische immigratie) wakker. Zo kwam het tot protesten over en weer. De moefti van Jeruzalem, Amin al-Hoesseini, liet reparatiewerken boven en naast de Klaagmuur uitvoeren. De joodse bevolking protesteerde daar tegen en tegen de beperking van de toegang tot de klaagmuur en de geluidsoverlast van de muezzin. Na grote Joodse demonstraties op 14 en 15 augustus 1929 bij de Klaagmuur, waarbij geroepen werd "De muur is van ons !", werden er tegendemonstraties door moslims gehouden. Bij een incident in Jeruzalem op vrijdag 22 augustus kwamen drie Joden en drie Arabieren om. Door propaganda van zowel Joodse als Islamitische organisaties en de pers, begonnen geruchten over wederzijdse aanvallen zich te verspreiden. Hierna sloeg de vlam in de pan en braken er overal onlusten uit in Palestina.

## Uitbarsting van rellen in Hebron
In Hebron gooiden Arabieren stenen naar de groepen passerende studenten, die dagelijks langs wandelden naar hun Jesjiva. In de namiddag van zaterdag 23 augustus werd een student die daar alleen liep gedood. Op 24 augustus duurde het geweld voort: Ongeveer 50 joden die hun toevlucht hadden gezocht in een bank werden gedood en hun lichamen werden verminkt, meerdere vrouwen werden verkracht. Veel joden - 435 , ongeveer twee derde van de joodse bevolking, vonden bescherming bij Arabische buren, anderen bij de plaatselijke politiepost. 55 Askenazische en 12 Sefardische joden vonden de dood.

## De politie
Behalve commandant Cafferata, bestond de politiemacht uit 18 agenten te paard en nog 15 anderen; 11 waren al op leeftijd en in slechte lichamelijke conditie, er was maar één Joodse agent bij.

## Getuigen
Een Britse politieagent die dienstdeed in Hebron op 24 augustus verklaarde later hoe hij getuige was van een Arabier die met een zwaard het hoofd van een Joods kind aan het afhakken was. Nadat hij zelf doelwit werd schoot hij de Arabier neer. Ook zou hij iemand gezien en als een Arabisch politieagent herkend hebben, die met zijn zwaard een vrouw aanviel.
Een Amerikaans journalist, Pierre van Paassen, zou een van de eersten zijn geweest die in Hebron bij het huis van rabbijn Slonim kwam na het bloedbad. Hij zou gezien hebben hoe in het huis van rabbijn Slonim een slachtpartij had plaatsgevonden. Na terugkomst in Jeruzalem, waar de regering een publicatie had verspreid over de dood van de joden spoedde hij zich terug naar Hebron met twee artsen om bewijzen te verzamelen, maar bij aankomst werd hem de toegang tot het huis ontzegd.
Het zou tot de volgende dag duren eer er Britse versterkingen in Hebron aankwamen om de orde enigszins te herstellen.
Onder de slachtoffers waren 12 vrouwen en drie kinderen. De overlevende joodse bevolking van Hebron werd naar Jeruzalem overgebracht, waar de meesten zich vestigden.

## Onderzoek
Een Britse commissie onder leiding van Sir Walter Sidney Shaw kreeg de opdracht om de onlusten van augustus 1929 te onderzoeken. Zij bracht in maart 1930 verslag uit:
Als belangrijkste oorzaak van de ongeregeldheden werden de Palestijns-Arabische gevoelens van vijandigheid ten opzichte van de Joodse immigranten genoemd. Ze waren teleurgesteld in de politieke en nationale aspiraties van de Joden en vreesden voor overheersing door hen en voor hun eigen economische toekomst.
Als belangrijkste aanleiding werden de incidenten rond de Klaagmuur gezien, tussen september 1928 en de demonstraties van 15 en 16 augustus 1929, waarbij de gemoederen mede door de pers waren opgestookt. De commissie kwam met een reeks aanbevelingen om te komen tot helderheid in het Britse beleid ten aanzien van de uitvoering van het mandaat van de Volkenbond en om te komen tot een duidelijk beleid ten aanzien van de immigratie en de verkoop van land aan Joden. In 1930 bracht een nieuwe commissie onder John Hope Simpson hier aanbevelingen over uit.
Een onderzoek door het Departement van Gezondheid wees uit dat er geen verminkingen als doodsoorzaak konden worden geconstateerd. Dit werd twee dagen voordat een aantal lichamen begraven werd vastgesteld en aan de Shaw-commissie meegedeeld. Een vervolgonderzoek door een Joods comité van doctoren konden de beweerde verminkingen van de lichamen ook niet bevestigen.
Sjeik Taleb Markah werd gezien als aanstichter van het bloedbad en tot twee jaar celstraf veroordeeld. Twee mannen werden ter dood veroordeeld voor de moord op 24 Joden in het huis van de rabbijn en een derde werd tot zeven jaar gevangenisstraf veroordeeld.
Een vijftal massagraven voor de joodse slachtoffers werden later, toen Hebron onder Jordaans gezag kwam te staan, door Arabieren opgegraven waarna er groentetuintjes werden aangelegd.